# Ninidae
Los nínidos (Ninidae) son una familia de insectos hemípteros del infraorden Pentatomomorpha.

## Géneros
Tiene 13 especies repartidos en 5 géneros:
- Cymoninus
- Neoninus
- Ninomimus
- Ninus
- Paraninus